# Tatiana Tournut
Tatiana Tournut (2 de agosto de 2004) es una deportista francesa que compite en ciclismo de montaña en la disciplina de campo a través.
Ganó una medalla de oro en el Campeonato Mundial de Ciclismo de Montaña de 2021 y una medalla de plata en el Campeonato Europeo de Ciclismo de Montaña de 2024, ambas en la prueba por relevos.

## Medallero internacional
| Campeonato Mundial | Campeonato Mundial         | Campeonato Mundial | Campeonato Mundial         |
| Año                | Lugar                      | Medalla            | Competición                |
| ------------------ | -------------------------- | ------------------ | -------------------------- |
| 2021               | Val di Sole (Italia)       | Medalla de oro     | Campo a través por relevos |
| Campeonato Europeo |                            |                    |                            |
| Año                | Lugar                      | Medalla            | Competición                |
| 2024               | Cheile Grădiștei (Rumania) | Medalla de plata   | Campo a través por relevos |